# الکساندر کراسنیخ
الکساندر کراسنیخ (روسی: Александр Владимирович Красных؛ زادهٔ ۱۹ ژوئن ۱۹۹۵) ورزشکار ورزش شنا اهل روسیه است.
وی در مسابقات کشوری و بین‌المللی در مجموع برندهٔ ۲ مدال طلا، ۶ مدال نقره و ۳ مدال برنز شده‌است.